# Швидкісний поїзд (фільм)
«Швидкісний поїзд» (англ. Bullet Train) — американський комедійний бойовик режисера Девіда Літча. Фільм заснований на романі Котара Ісаки «Жук Марія». У головних ролях Бред Пітт та Джої Кінг.

## Сюжет
Вбитий горем Юічі Кімура спостерігає як його син Ватару знаходиться на лікарняному ліжку в комі після того, як хтось невідомий зіштовхнув його з даху. Юічі бажає тільки одного — помститися. Доволі скоро Кімура отримує записку, де вказані координати того негідника. Для цього батьку Ватару потрібно потрапити на швидкісний потяг, який прямує з Токіо до Кіото.
Тим часом найманець, якого куратор Марія називає Сонечком, повертається до справ і готовий виконати нове завдання. Проте він впевнений, що його переслідують негаразди та невезіння, але збіг обставин змушує його підмінити іншого колегу — Різбяра, який з особистих причин не може долучитися до справи. Його завдання полягає в тому, щоб знайти срібний кейс в тому ж потязі, на який сів Кімура. Але вже старт місії переконує Сонечко, що його чорна смуга невдач триває, коли він губить квиток на потяг і контролер дозволяє йому проїхати лише до наступної станції, де той повинен зійти. Проте буквально відразу найманцю щастить, оскільки він без зайвих труднощів знаходить той самий кейс і чекає на зупинку.
Зовсім інше завдання в потязі виконують близнюки з кодовими іменами Лимон та Мандарин. Їм доручили звільнити сина відомого якудзи на призвісько Біла смерть та повернути кейс з грошима і хлопця до батька. Лимон, який буквально зациклений на мультсеріалі про паровозика Томаса і завдяки персонажам із цієї дитячої передачі характеризує інших людей, вирішив заховати валізу, щоб зменшити ризики. Однак, коли близнюкам стає відомо про зникнення кейсу, то вони залишають сина якудзи й намагаються знайти злодія. Втім, ситуація для них ще більше ускладнюється, коли при поверненні на свої місця вони знаходять труп хлопця. Судячи з усього того отруїли.
В цей час Сонечко готується залишити потяг та не вірить в те, що завдання виявилося дійсно легким. Проте вже на зупинці його чекає розчарування. Мексиканський головоріз на прізвисько Вовк помічає Сонечко і зі словами про помсту кидається на нього. Між ними зав'язується сутичка, але везіння виявляється не на боці Вовка і він гине. Далі Сонечко намагається збагнути, де він міг перетинатися з нападником, що той винив його в усьому. Все ж таки, найманець залишає труп і йде в інший вагон. Там він бачить Мандарина і повідомляє Марію, що тепер у нього будуть труднощі...

## У ролях
| Актор                | Роль                             |
| -------------------- | -------------------------------- |
| Бред Пітт            | Сонечко                          |
| Джої Кінг            | Принц                            |
| Ендрю Кодзі          | Юічі Кімура                      |
| Аарон Тейлор-Джонсон | Мандарин                         |
| Браян Тайрі Генрі    | Лимон                            |
| Санада Хіроюкі       | Такеші                           |
| Майкл Шеннон         | Біла смерть                      |
| Bad Bunny            | Вовк                             |
| Сандра Буллок        | Марія                            |
| Зазі Бітц            | Шершень                          |
| Логан Лерман         | Син Білої смерті                 |
| Карен Фукухара       | провідниця                       |
| Масі Ока             | провідник                        |
| Девід Літч           | Джефф Зуфельт                    |
| Раян Рейнольдс       | Різьбяр (в титрах не зазначений) |
| Ченнінг Тейтум       | пасажир (в титрах не зазначений) |

## Виробництво
У червні 2020 року було оголошено, що Sony Pictures найняв Девіда Лейча для режисури екранізації роману Котаро Ісака. Бреда Пітта та Джої Кінг затверджено на ролі наступного місяця. У вересні до акторського складу були додані Ендрю Кодзі а в жовтні приєдналися Аарон Тейлор-Джонсон та Брайан Тайрі Генрі. У листопаді 2020 року Зазі Біц, Масі Ока, Майкл Шеннон, Леді Гага, Логан Лерман, Хіроюкі Санада та Карен Фукухара приєдналися до акторського складу, а Джонатана Села підтвердили на посаду головного оператора фільму. Того ж місяця до складу акторського складу також було додано Bad Bunny, а Сандра Буллок приєдналася наступного року в лютому до проєкту, де замінила Леді Гагу.
Виробництво фільму розпочалось у жовтні 2020 року в Лос-Анджелесі. Зйомки розпочались 16 листопада 2020 року, а завершились у березні 2021 року.